# Alice Cordier
Pour les articles homonymes, voir Cordier.
Alice Cordier, née en 1997, est une militante, influenceuse et chroniqueuse identitaire française se réclamant également du féminisme. Depuis octobre 2019, elle est la présidente du Collectif Némésis, dont elle aussi est cofondatrice et connue pour être une figure médiatique de l'extrême droite française, pour ses polémiques et ses multiples arrestations suite aux happenings de son association.

## Biographie

### Formation
Alice Kerviel est « formée à l'activisme au sein de l'Action française, dont elle ne renie pas l'héritage et dont la charte graphique transparaît dans celle du collectif Némésis »,. Elle passe également par l'Institut de formation politique (IFP), un organisme libéral-conservateur, dont l'objectif est d'abattre les frontières entre droite et extrême droite en France,,,.

### Le Collectif Némésis
Elle prend le pseudonyme d'Alice Cordier lorsqu'elle crée le Collectif Némésis avec quelques amies, en octobre 2019. Elles ne se reconnaissent pas dans ce que Cordier décrit comme l'« idéologie gauchiste » des mouvements féministes contemporains, défendant elle-même une ligne d'extrême droite. Elle en est la présidente, et la salariée.
En 2021, dans un bar du 5e arrondissement de Paris, elle est victime d'une agression de Baptiste Deodati (dit Baptiste Marchais), membre connu de la fachosphère (réseaux d'extrême droite sur Internet), qui lui aurait mis, selon Alice Cordier, « une violente gifle ». Il reconnaît son geste mais le minimise par rapport à la description d'Alice Cordier, qui dépose plainte. L'incident ferait partie d'un contexte de « bataille entre influenceurs d'extrême droite », et s'inscrirait dans le cadre d'« une rancœur ancienne et tenace » entre les deux personnalités,.
En mars 2022, Alice Cordier et plusieurs militantes lèvent des fonds et passent trois semaines en Slovaquie, à la frontière polonaise, officiellement pour apporter de l'aide humanitaire aux réfugiés ukrainiens. La portée de leur action humanitaire est contestée, l'action ressemblant davantage à une opération de communication, notamment sur le thème d'une division entre réfugiés ukrainiens qui eux, ne seraient, selon Alice Cordier, « pas dangereux » contrairement aux « migrants » « extra-européens ».
Le 2 septembre 2023, au cours de la braderie de Lille, elle est arrêtée et mise en garde à vue pour le déploiement de banderoles racistes dans la rue Nationale et sur la façade de l'hôtel Carlton, avec deux autres militantes de Némésis. L'une d'elles affiche la phrase « Lectures salafistes dans les lycées de votre ville : vous sentez-vous en sécurité à la Braderie de Lille ? ». Les « lectures » évoquées par le collectif, qui font référence à une polémique ancienne, sont infirmées par un article de Libération, et ne concernent qu'un seul des lycées de la ville. Alice Cordier « évoque de supposées agressions sexuelles par des auteurs en situation irrégulière sur le territoire français ». La ville de Lille porte plainte contre le collectif pour incitation à la haine raciale et le propriétaire de l'hôtel pour atteinte à l'image et mise en danger de la vie d'autrui,,.

### Chroniqueuse et influenceuse
En 2020, Alice Cordier est en couple avec un membre du groupe néonazi Zouaves Paris.
En 2021, elle intègre les émissions Les Grandes Gueules et Touche pas à mon poste ! en tant que chroniqueuse. Selon le site debunkersdehoax.org, elle se présente comme « militante associative », sans préciser qu'elle tient une ligne marquée à l'extrême droite. Elle a également un rôle d'influenceuse : elle est, pendant plusieurs années, égérie pour une marque de compléments alimentaires qui multiplie les partenariats avec des influenceurs d'extrême droite voire néonazis. Elle organise régulièrement des séances photo dont elle est le sujet, arborant des vêtements de marques identitaires ou en compagnie de personnalités d'extrême droite dont Jean-Marie Le Pen, Marion Maréchal, Thaïs d'Escufon, Julien Rochedy, Jean Messiha ou Jean-Yves Le Gallou.

## Prises de position
Elle déclare être favorable, en matière de contraception, à « des moyens naturels », déplore un nombre trop élevé d'interruptions volontaires de grossesse, avant de « rétropédaler » en indiquant qu'elle « ne remet pas en question l'avortement », mais qu'elle « refuse de le voir comme quelque chose d'anodin ».
Elle dénonce le « harcèlement de rue par les hommes issus de l'immigration », ce que Le Télégramme décrit comme « une démarche xénophobe sous couvert de féminisme ».
Alice Cordier approuve les thèses de Julien Rochedy : elle affirme l'existence d'une complémentarité supposée « naturelle » entre les hommes et les femmes, et se place en défense d'une « virilité [européenne] » qui serait en déclin.

## Polémiques
En décembre 2022, Alice Cordier partage sur Twitter une photographie censée prouver que Nathalie Loiseau aurait fréquenté le milieu skinhead « n'oublie pas d'où tu viens stp, y'a pas si longtemps tu câlinais encore des skins et visiblement ça te donnait pas d'urticaire », avant de reconnaître ne pas être certaine de l'identité de la personne photographiée. Elle avait déjà tweeté « Nathalie Loiseau, une des nôtres ! » après la publication d'une ancienne photographie par le GUD.
En mai 2024, dans le cadre d'une vague de cyberharcèlement à l'encontre de la journaliste Nassira El Moaddem — cette dernière avait réagi à une information par un tweet évoquant un « pays de racistes dégénérés », à la suite de quoi elle a reçu de nombreuses « agressions racistes et sexistes sur les réseaux sociaux et les médias de Vincent Bolloré » — Alice Cordier a lancé une cagnotte pour lui payer un billet d'avion pour quitter la France, avant de la clôturer par crainte d'un procès et d'évoquer « l'humour » pour justifier sa démarche. Salim Djellab, conseiller municipal de Renaison et membre de la Ligue internationale contre le racisme et l'antisémitisme (LICRA), a signalé la cagnotte au procureur de la République de Roanne, Xavier Laurent,.